# Суньига, Мартин
Мартин Эдуардо Суньига Барриа (исп. Martín Eduardo Zúñiga Barria; род. 14 апреля 1993[…], Тапачула-де-Кордова-и-Ордоньес, Чьяпас) — мексиканский футболист, нападающий клуба «Тепатитлан».

## Клубная карьера
Суньига — воспитанник клуба «Америка». В сентябре 2011 года в матче против «Крус Асуль» он дебютировал в мексиканской Примере, заменив во втором тайме Рауля Хименеса. В своём первом сезоне Мартин вышел на поле четыре раза и лишь однажды в стартовом составе. Несмотря на это он стал чемпионом Мексики. Летом 2013 года для получения игровой практики он на правах аренды перешёл в «Чьяпас». 21 июля в матче против «Веракрус» Суньига дебютировал за «ягуаров». 1 сентября в поединке против «Тихуаны» Мартин забил свой первый гол в Лиге MX.
После окончания аренды Суньига вернулся в «Америку». 20 августа 2014 года в матче Лиги чемпионов КОНКАКАФ против пуэрто-риканского «Байямона» Мартин сделал «дубль», забив первые голы за столичную команду. В ответом поединке он сделал первый в профессиональной карьере хет-трик. В том же году Мартин во второй раз стал чемпионом Мексики.
В начале 2016 года Суньига на правах аренды перешёл в «Дорадос де Синалоа». 10 января в поединке против клуба «Чьяпас» он дебютировал за «дорад».

## Международная карьера
В 2014 году Суньига в составе молодёжной сборной Мексики принял участие в Турнире в Тулоне.
В 2015 году Мартин в составе олимпийской сборной Мексики завоевал серебряные медали Панамериканских игр в Канаде. На турнире он сыграл в матчах против команд Парагвая, Тринидада и Тобаго, Панамы и Уругвая. В поединках против тринидадцев и парагвайцев Суньига забил два гола.

## Достижения
Командные
«Америка»
- Чемпионат Мексики по футболу — Клаусура 2013, Аперутра 2014
- Обладатель Кубка чемпионов КОНКАКАФ — 2014/15

Международные
Мексика (до 23)
- Серебряный призёр Панамериканских игр — 2015